# بويان أوستويتش
بويان أوستويتش (بالصربية: Бојан Остојић)‏ هو لاعب كرة قدم صربي في مركز الدفاع، ولد في 12 فبراير 1984 في أوزيتشى في صربيا. لعب مع بي أيه إس كيه بيوغراد ونادي تشوكاريتشكي.

## وصلات خارجية
- بويان أوستويتش على موقع الاتحاد الأوربي (الإنجليزية)
- بويان أوستويتش على موقع قاعدة بيانات كرة القدم.إي يو (الإنجليزية)
- بويان أوستويتش على موقع Soccerway.com (الإنجليزية)
- بويان أوستويتش على موقع عالم كرة القدم.نت (الإنجليزية)